# Pilocarpus pauciflorus
Pilocarpus pauciflorus är en vinruteväxtart. Pilocarpus pauciflorus ingår i släktet Pilocarpus och familjen vinruteväxter.

## Underarter
Arten delas in i följande underarter:
- P. p. clavatus
- P. p. pauciflorus